# Domèvre-en-Haye
Domèvre-en-Haye település Franciaországban, Meurthe-et-Moselle megyében. Lakosainak száma 408 fő (2022. január 1.). Domèvre-en-Haye Gézoncourt, Manoncourt-en-Woëvre, Manonville, Martincourt, Minorville, Rogéville és Tremblecourt községekkel határos.

## Népesség
A település népességének változása:
| Lakosok száma | 193  | 276  | 312  | 460  | 413  | 385  | 385  | 403  | 404  | 408  |
|               | 1968 | 1982 | 1990 | 2006 | 2013 | 2015 | 2017 | 2019 | 2020 | 2022 |